# Hauge Sø
Hauge Sø er en sø i Midtjylland, Silkeborg Kommune, der ligger i den vestlige ende af samme dal som Hinge Sø og Alling Sø. Et par hundrede meter vest for søen står Grathe-stenen, opsat i 1892 af digteren Thor Lange. Stenen står hvor man mener "Grathe Kapel" lå, hvor Svend Grathe ifølge overleveringen blev begravet, efter at han faldt i Slaget på Grathe Hede.

## Eksterne kilder og henvisninger
- Danmarks Søer, Søerne i Nordjyllands og Viborg Amter, af Thorkild Høy m.fl. ISBN 87-7717-200-0

56°15′26.18″N 9°20′51.53″Ø / 56.2572722°N 9.3476472°Ø